# پیتر الیوت (ورزشکار)
پیتر الیوت (انگلیسی: Peter Elliott؛ زادهٔ ۹ اکتبر ۱۹۶۲) ورزشکار دو و میدانی اهل بریتانیا است.
از فیلم‌ها یا برنامه‌های تلویزیونی که وی در آن نقش داشته‌است می‌توان به جک غولکش، جزیره دکتر مورو اشاره کرد.